# ジブリラー・パト・バングラ
ジブリラー・パト・バングラ（Gibrilla Pato Bangura、1985年5月10日 ‐ ）は、シエラレオネ・ポート・ロコ出身で短距離走を専門にしている陸上競技選手。100mの自己ベストは10秒09のシエラレオネ記録保持者。

## 経歴
2001年8月に弱冠16歳でエドモントン世界選手権男子100mに出場するも、10秒86（0.0）の組6着で1次予選敗退に終わった。
2002年にイギリスへ移住。
2007年8月の大阪世界選手権男子100mで6年ぶりとなる世界選手権出場を果たした。1次予選で組3着までに入るか、それ以外のタイム上位8名に入れば初の2次予選進出だったが、結果は10秒50（-1.5）の組4着に終わり、組3着とは0秒28差、タイムで拾われた最後の選手とは0秒05差で2次予選進出を逃した。
2008年3月のバレンシア世界室内選手権男子60mで世界室内選手権初出場を果たすも、6秒89の組5着で予選敗退に終わった。
2009年7月29日に100mで10秒09（+1.9）のシエラレオネ記録を樹立。
2012年は腰痛のためロンドンオリンピックの出場を逃した。

## 自己ベスト
記録欄の（　）内の数字は風速（m/s）で、+は追い風を意味する。
| 種目 | 記録          | 年月日                      | 場所                    | 備考             |
| 屋外 | 屋外          | 屋外                        | 屋外                    | 屋外             |
| ---- | ------------- | --------------------------- | ----------------------- | ---------------- |
| 100m | 10秒09 (+1.9) | 2009年7月29日               | ラフバラー              | シエラレオネ記録 |
| 200m | 20秒91 (+0.7) | 2007年7月21日               | アルジェ                |                  |
| 室内 |               |                             |                         |                  |
| 60m  | 6秒71         | 2006年1月21日 2008年1月19日 | アクスブリッジ ロンドン |                  |

## 主要大会成績
| 年   | 大会                  | 場所           | 種目    | 結果    | 記録          | 備考 |
| ---- | --------------------- | -------------- | ------- | ------- | ------------- | ---- |
| 2001 | 世界選手権            | エドモントン   | 100m    | 1次予選 | 10秒86 (0.0)  |      |
| 2002 | 英連邦競技大会 (en)   | マンチェスター | 100m    | 2次予選 | 10秒64 (+0.7) |      |
| 2002 | 英連邦競技大会 (en)   | マンチェスター | 4x100mR | 予選    | 40秒00 (3走)  |      |
| 2002 | アフリカ選手権 (en)   | ラデス         | 100m    | 予選    | DNS           |      |
| 2006 | 英連邦競技大会 (en)   | メルボルン     | 100m    | 2次予選 | 10秒78 (-0.4) |      |
| 2006 | 英連邦競技大会 (en)   | メルボルン     | 200m    | 2次予選 | 21秒84 (-0.5) |      |
| 2006 | 英連邦競技大会 (en)   | メルボルン     | 4x100mR | 予選    | 40秒05 (4走)  |      |
| 2007 | アフリカ競技大会 (en) | アルジェ       | 100m    | 準決勝  | 10秒44 (0.0)  |      |
| 2007 | アフリカ競技大会 (en) | アルジェ       | 200m    | 5位     | 21秒08 (-0.7) |      |
| 2007 | 世界選手権            | 大阪           | 100m    | 1次予選 | 10秒50 (-1.5) |      |
| 2008 | 世界室内選手権        | バレンシア     | 60m     | 予選    | 6秒89         |      |
| 2014 | 英連邦競技大会 (en)   | グラスゴー     | 100m    | 予選    | 10秒79 (+0.5) |      |
| 2014 | 英連邦競技大会 (en)   | グラスゴー     | 4x100mR | 予選    | 40秒55 (2走)  |      |